# Penetrometro Meardi
Il penetrometro Meardi, ideato da Guglielmo Meardi nel 1970, è un penetrometro dinamico superpesante utilizzato - secondo le indicazioni della Associazione Geotecnica Italiana (A.G.I.) - per la caratterizzazione litologica dei terreni, l'identificazione dei parametri geotecnici di resistenza, l'identificazione della capacità portante di fondazioni superficiali o profonde e la stima dei cedimenti.
Questo tipo di penetrometro in Italia viene talvolta ancora utilizzato, nonostante non sia stato inserito nella norma ISO "CEN/TC 341" sulla classificazione dei penetrometri dinamici (EN ISO 22-476-2:2003, Technical Committee CEN/TC 341 "Geotechnical Investigation and Testing").

## Caratteristiche tecniche
Il dispositivo di infissione della punta, con angolo al vertice di 60°, è costituito da un maglio di 73 Kg che opera in caduta libera da 75 cm. Il diametro del cono è pari a 50.8 mm ed il peso delle aste di 4.6 kg/m. Il rivestimento, di 5.3 kg/m, presenta un diametro esterno di 48 mm.